# Columnea rubrocincta
Columnea rubrocincta är en tvåhjärtbladig växtart som beskrevs av Conrad Vernon Morton. Columnea rubrocincta ingår i släktet Columnea och familjen Gesneriaceae. Inga underarter finns listade i Catalogue of Life.